# Власов Сергій Олександрович
Сергі́й Олекса́ндрович Вла́сов — полковник Збройних сил України учасник російсько-української війни.

## З життєпису
Станом на лютий 2015-го — заступник командира 21-ї окремої бригади охорони громадського порядку.

## Нагороди
За особисту мужність і високий професіоналізм, виявлені у захисті державного суверенітету та територіальної цілісності України, вірність військовій присязі, відзначений — нагороджений
- орденом Богдана Хмельницького III ступеня (21.7.2015)
- відзнакою міста Кривий Ріг «За заслуги перед містом» ІІІ ступеня (лютий 2015)